# Escut de Bolvir

Escut oficial de Bolvir

L'escut oficial de Bolvir té el següent blasonament:
Escut caironat: de sinople, una estrella d'argent acostada de 2 relles de sable. Per timbre una corona mural de poble.

## Història
Va ser aprovat el 13 de desembre de 1991 i publicat al DOGC el 27 del mateix mes amb el número 1534.
L'estrella d'argent és un senyal tradicional de l'escut de Bolvir. Les dues relles a banda i banda de l'estrella fan referència a la importància de l'agricultura en l'economia del poble.